# Маріцбург Юнайтед
Футбольний клуб «Маріцбург Юнайтед» або просто «Маріцбург Юнайтед» (англ. Maritzburg United Football Club) — професіональний південноафриканський футбольний клуб з міста Пітермаріцбург.
«Маріцбург Юнайтед» проти «Суперспорт Юнайтед»

## Досягнення
- Перший дивізіон національного чемпіонату (Прибрежна зона)
  -  Чемпіон (1): 2007/2008

- Перший дивізіон національного чемпіонату (плей-оф)
  -  Чемпіон (1): 2008